# Dingzhou

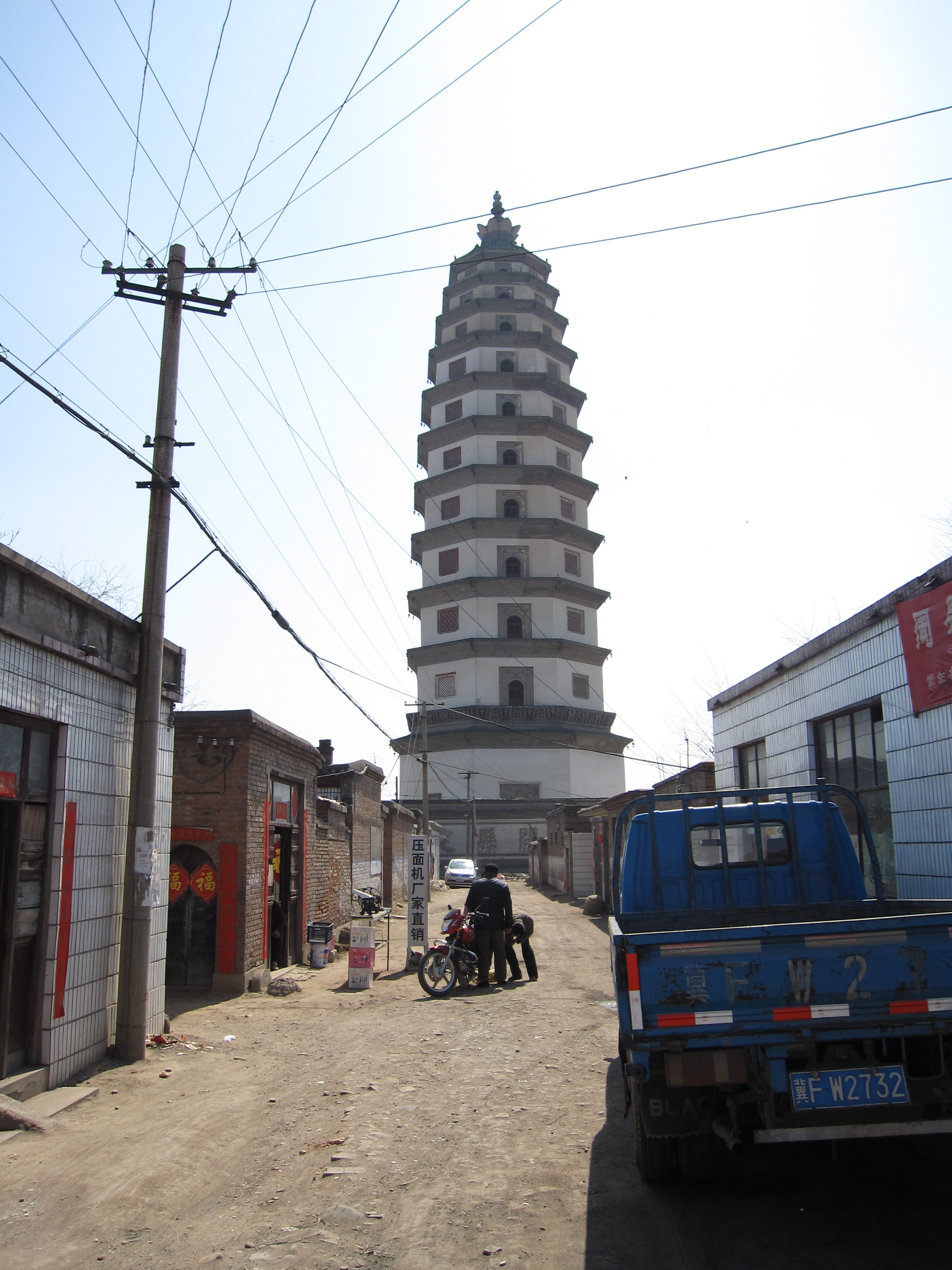
Liaodi-Pagode des Kaiyuan-Tempels in Dingzhou

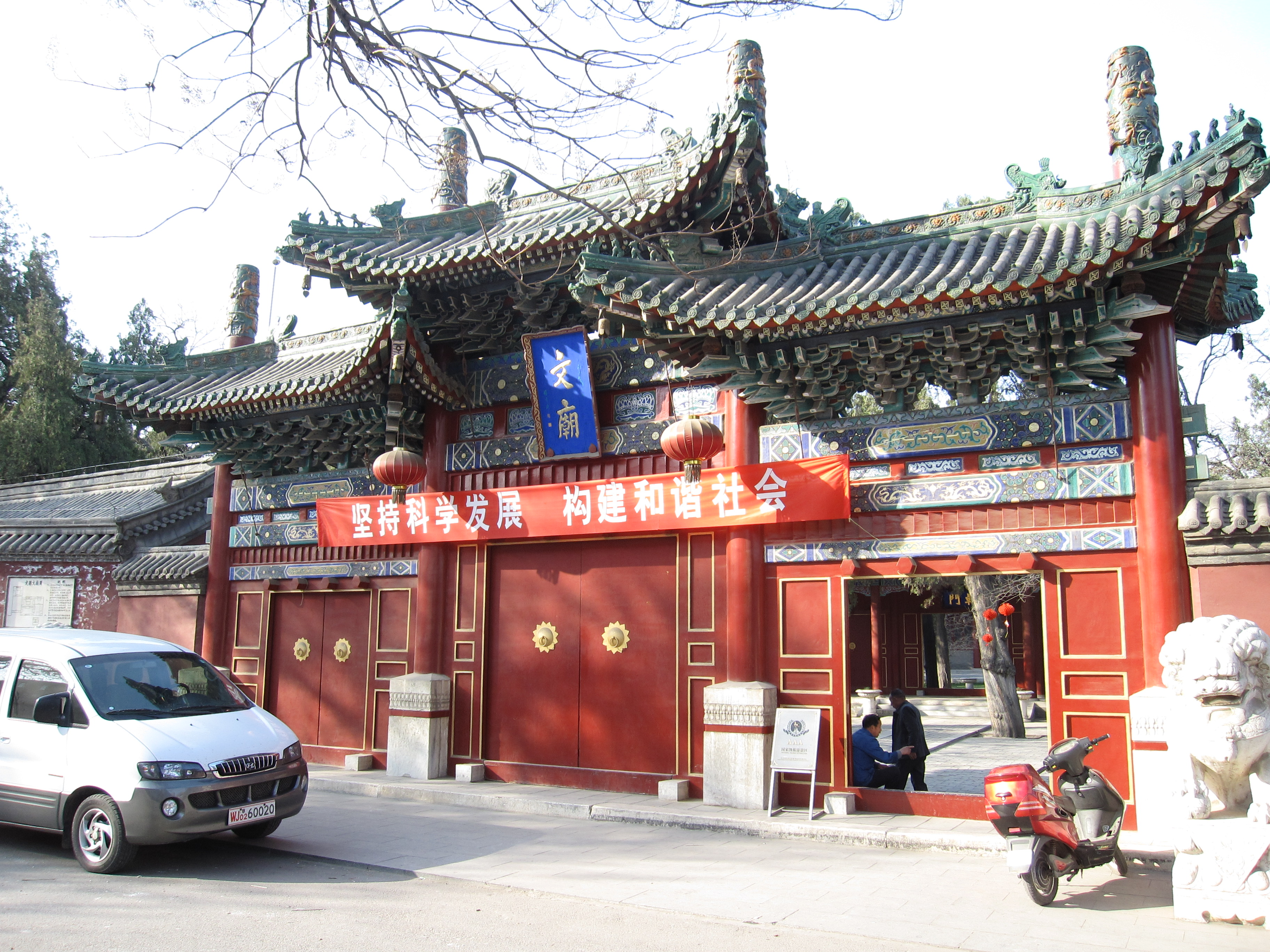
Eingang zum Konfuzius-Tempel

Die kreisfreie Stadt Dingzhou (chinesisch 定州市, Pinyin Dìngzhōu Shì) gehört zum Verwaltungsgebiet der bezirksfreien Stadt Baoding in der chinesischen Provinz Hebei. Das Verwaltungsgebiet der Stadt Dingzhou hat eine Fläche von 1277 km² und 1.165.182 Einwohner (Stand: Zensus 2010). Früher war es der Kreis Ding.

## Administrative Gliederung
Auf Gemeindeebene setzt sich Dingzhou aus drei Straßenvierteln, 13 Großgemeinden, acht Gemeinden und einer Nationalitätengemeinde zusammen. Diese sind:
- Straßenviertel Nanchengqu (南城区街道, „Südstadt“);
- Straßenviertel Beichengqu (北城区街道, „Nordstadt“);
- Straßenviertel Xichengqu (西城区街道, „Weststadt“);
- Großgemeinde Liuzao (留早镇);
- Großgemeinde Qingfengdian (清风店镇);
- Großgemeinde Pangcun (庞村镇);
- Großgemeinde Zhuanlu (砖路镇);
- Großgemeinde Mingyuedian (明月店镇);
- Großgemeinde Dingningdian (叮咛店镇);
- Großgemeinde Dongting (东亭镇);
- Großgemeinde Daxinzhuang (大辛庄镇);
- Großgemeinde Dongwang (东旺镇);
- Großgemeinde Gaopeng (高蓬镇);
- Großgemeinde Xingyi (邢邑镇);
- Großgemeinde Liqingu (李亲顾镇);
- Großgemeinde Ziwei (子位镇);
- Gemeinde Kaiyuan (开元镇);
- Gemeinde Zhaocun (赵村乡);
- Gemeinde Zhoucun (周村乡);
- Gemeinde Dongliuchun (东留春乡);
- Gemeinde Yangjiazhuang (杨家庄乡);
- Gemeinde Daluzhuang (大鹿庄乡);
- Gemeinde Xizhong (息冢乡);
- Gemeinde Xicheng (西城乡);
- Gemeinde Haotouzhuang der Hui (号头庄回族乡).

## Ethnische Gliederung der Bevölkerung Dingzhous (2000)
Beim Zensus im Jahre 2000 wurden in Dingzhou 1.107.903 Einwohner gezählt.
| Name des Volkes | Einwohner | Anteil  |
| --------------- | --------- | ------- |
| Han             | 1.080.462 | 97,52 % |
| Hui             | 25.703    | 2,32 %  |
| Manju           | 596       | 0,05 %  |
| Mongolen        | 416       | 0,04 %  |
| Miao            | 124       | 0,01 %  |
| Zhuang          | 119       | 0,01 %  |
| Sonstige        | 483       | 0,04 %  |

Koordinaten: 38° 30′ N, 114° 59′ O